# Chuluuny Khulan
Khulan Chuluun  (en mongol: Чулууны Хулан) es una actriz y directora asistente, quien ganó notoriedad internacional como Börte, la esposa de Genghis Khan en la película rusa nominada a los Óscar Mongol.

## Carrera
Khulan era una estudiante en 2006 con la esperanza de unirse al ejército del país e inscribirse en una escuela militar cuando fue descubierta por Guka Omarova, la agente de casting de Mongol, mientras estaba de pie en una fila de visados en la embajada china en Ulán Bator. Bodrov y Omarova habían querido elegir a una mujer mongola como la esposa de Genghis Khan, pero a dos semanas de la filmación no estaban seguros de sus opciones. Después de reunirse con ella, Bodrov decidió arriesgarse con la actriz no profesional y posteriormente la eligió para el papel de Börte.
Khulan se desempeñó como directora asistente en la película de gánsteres kazajos de 2009 Lave (en kazajo: Лавэ) y en las películas kazajas de 2012 The Old Man (en kazajo: ал) y Mech Pobedy (en kazajo: Меч Победы). Actuó como la Reina de los Oirats en la producción de televisión kazaja del 2017 The Kazakh Khanate.
También interpretó a una guerrera escita en un documental para el Instituto Smithsoniano.

## Vida personal
Khulan conoció a Naryn Igilik, el asistente kazajo de Bodrov, mientras estaba en el set de Mongol. Más tarde, la pareja se casó como parte de las celebraciones de la noche de apertura de la película en Kazajistán. Ella y su esposo ahora residen en Kazajistán, cerca de Alma Ata.